# Ziekte van Alpers
De ziekte van Alpers  is een progressieve degeneratieve aandoening van het centraal zenuwstelsel die voorkomt bij kinderen. Het is een autosomale recessieve aandoening die regelmatig bij broers en zussen gezien wordt en wordt veroorzaakt door bepaalde genetische mutaties in het POLG-gen. De ziekte van Alpers werd het eerst beschreven door Alfons Maria Jakob.